# Lederfaserstoff

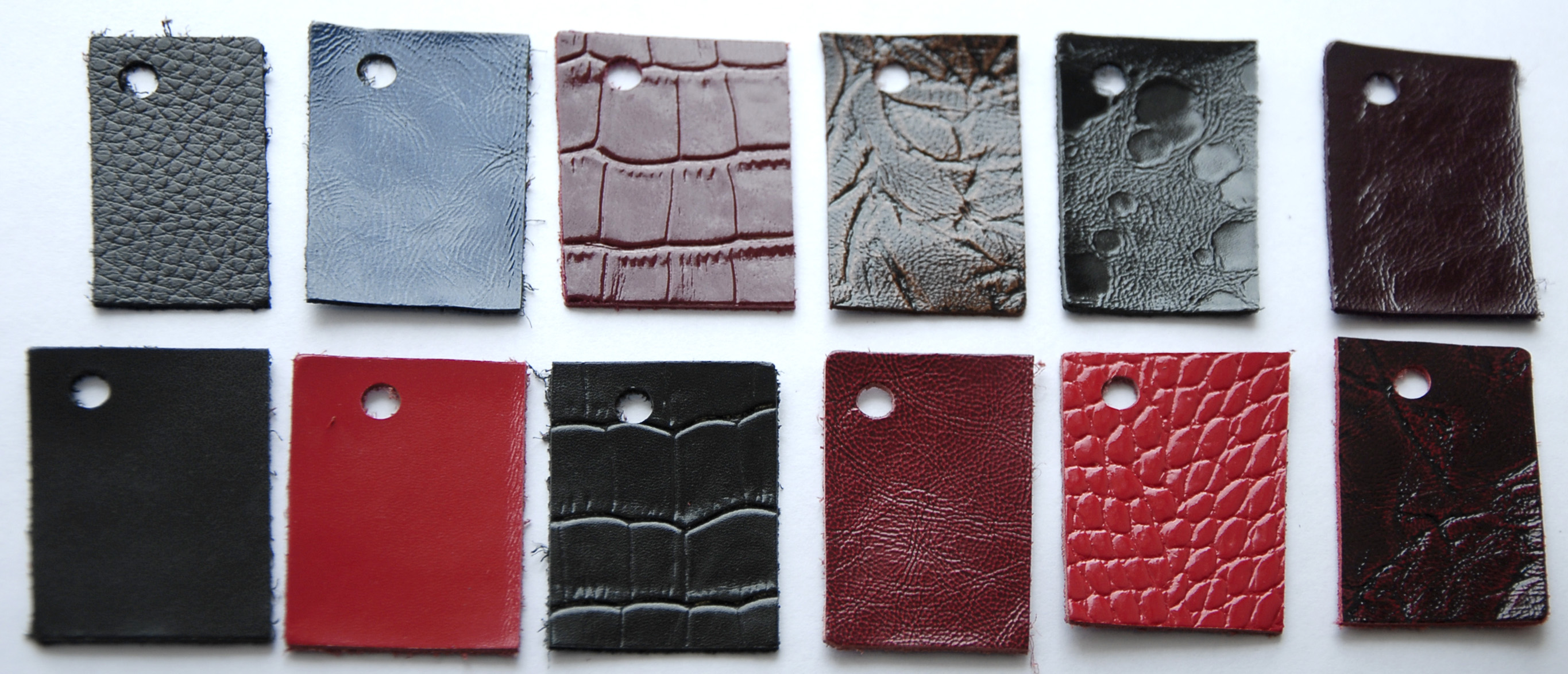
Muster mit Lederfaserstoffen („Bonded Leather“) verschiedener Farben und Prägungen

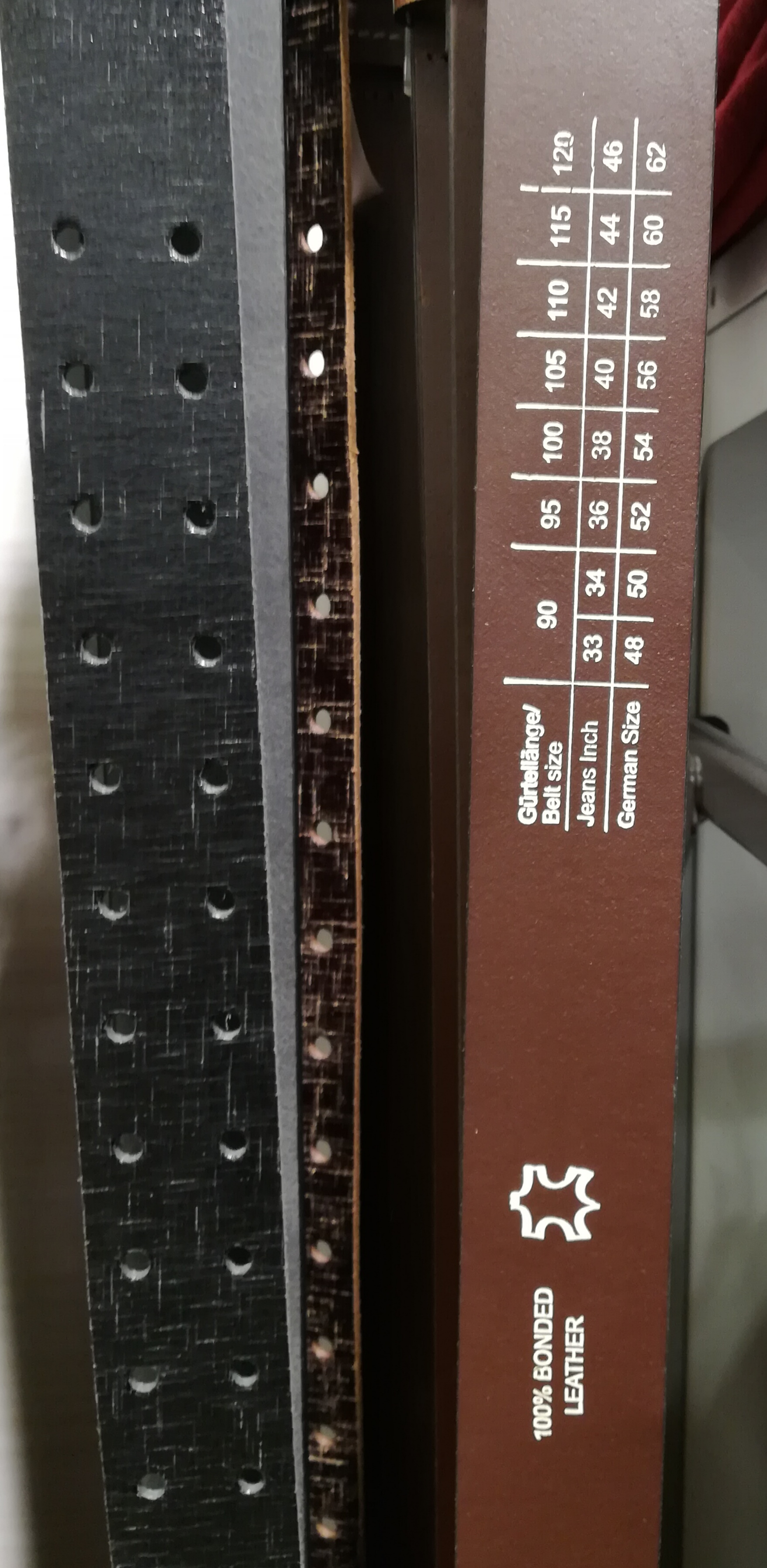
„Bonded Leather“ Aufdruck am Gürtel

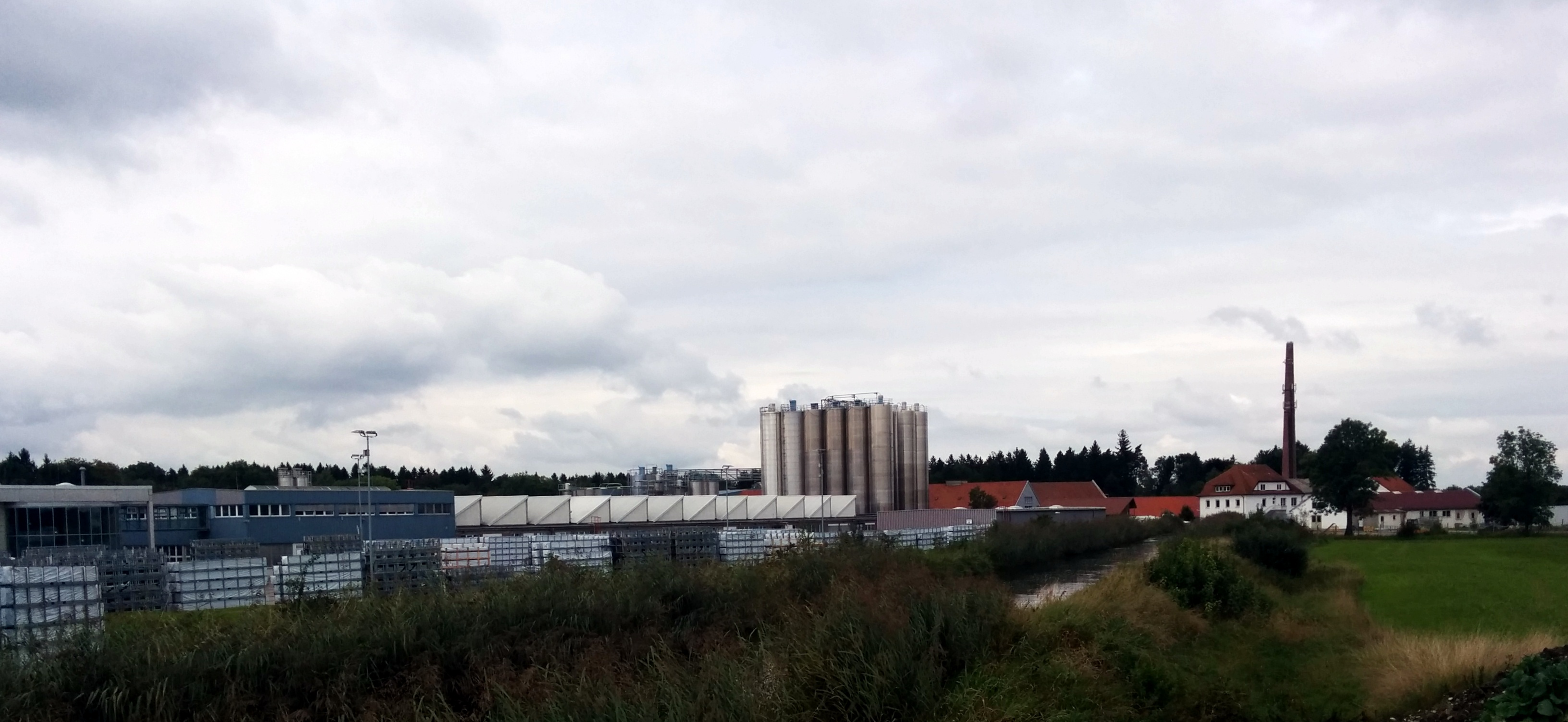
Bonded-Leather-Werk der Salamander Industrie-Produkte in Türkheim

Lederfaserstoff (Lefa), Lederfaserwerkstoff oder Faserkunstleder ist ein Verbundwerkstoff, der aus zerkleinerten Lederresten wie Schleifstaub und Falzspänen unter Zugabe von Fettungsmitteln, Gerbstoffen, Bindemittel und gegebenenfalls Weichmachern hergestellt wird.
Im Aussehen, Geruch und Anfassgefühl ähnelt das Material echtem Leder. Es kann jedoch zu einem geringeren Preis und mit kleinerem ökologischen Fußabdruck produziert werden.

## Bezeichnung
Lefa wird auch als regeneriertes Leder oder Leder-Regenerat bezeichnet, da die bei der Lederherstellung anfallenden Produktionsabfälle einer weiteren wirtschaftlichen Verwendung zugeführt werden. 
Nach Richtlinien RAL 060 A2 (von 2011) sowie DIN EN 15987 darf der Werkstoff ungeachtet der in ihm enthaltenen Lederfasern nicht als echtes Leder gekennzeichnet und vermarktet werden.
Die Verwendung des Begriffes Lederfaserstoff bzw. Bonded Leather wird durch die Norm EN 15987 „Leder – Terminologie – Hauptdefinitionen für den Lederhandel“ geregelt. Produkte mit weniger als 50 Prozent Lederanteil dürfen nicht als Lederfaserstoff bezeichnet werden.
Im Handel werden Lederfaserstoffe auch als Recycled Leather oder Reconstituted Leather bezeichnet. Produkte wie Vegan Leather, Recast Leather, Bicast- bzw. Bycast Leather oder Faux Leder hingegen bezeichnen Kunstleder, die keinen oder nur einen geringen Anteil Lederfasern enthalten. 

## Herstellung
Falzspäne entstehen beim Hobeln von Leder, durch welches eine gleichmäßige Dicke erreicht werden kann.
Als Bindemittel wird typischerweise Naturlatex eingesetzt.
Die verwendeten Zusätze verfilzen die Fasern und erzeugen einen gleichmäßigen Werkstoff, der als Rollenmaterial produziert wird.
Reiner Lederfaserstoff ist deutlich weniger reißfest als Leder. Zur Steigerung der Festigkeit wird Lefa oft mit einem Textilgewebe verklebt. Die Oberfläche bildet häufig eine Polyurethan-Beschichtung, in die eine Lederstruktur (Haarporen) eingeprägt wird.
Unbeschichteter Lederfaserstoff ähnelt gepresstem Filz oder Veloursleder.
Homogenes Material aus latexgebundenen Lederfasern wird auch als Lefa 1 bezeichnet. Bei mehrschichtigem Material, in dem auch Holz- und Zellulosefasern enthalten sind, handelt es sich um Lefa 2. Neben Kautschuk können bei Lefa 2 auch andere Harze sowie Bitumen als Bindemittel verwendet werden. Lefakork ist ein elastisches Material, das ausschließlich in der Schuhindustrie zum Einsatz kommt und neben Lederfasern und Latex auch Korkschrot enthält.
Weltmarktführer in der Herstellung von Lederfaserstoffen ist das Tochterunternehmen Salamander SPS GmbH & Co. KG (früher Salamander Bonded Leather) der Salamander Industrie-Produkte aus Türkheim.
Die Produkte Cabra, Performa und Cohera werden unter anderem bei der Schuhherstellung (Hinterkappen, Sohlen, Absätze) eingesetzt und nach Oeko-Tex Leather Standard zertifiziert.

## Verwendung
Lefa wird bei der Schuhherstellung hauptsächlich für Hinterkappen, Absätze, Lauf- und Brandsohlen sowie für sogenanntes Rahmenmaterial eingesetzt, aber auch in der Lederwaren- und Möbelindustrie, in der Buchbinderei als Bucheinband sowie für Bodenplatten und Wandverkleidung.

### Nachweise
1. 1 2 3 4  Lederfaserstoff in MaterialArchiv.ch, 2013. Verwendete Quelle: "Hegenauer, H. (2012). Fachkunde für lederverabeitende Berufe, Essen; Verlag Ernst Heyer".